# نونه بادالیان
نونه هوهانسی بادالیان (ارمنی: Նունե Հովհաննեսի Բադալյան؛  زادهٔ ۱۷ ژوئیهٔ ۱۹۶۳) خواننده اپرا اهل ارمنستان است.

## زندگی‌نامه
وی در ۱۷ ژوئیه ۱۹۶۳ در ایروان به دنیا آمد و از کنسرواتوار دولتی کومیتاس ایروان فارغ‌التحصیل گشت. همچنین برندهٔ جوایزی همچون هنرمند افتخاری جمهوری ارمنستان (۲۰۱۴) شده‌است. وی دختر هوهانس بادالیان و خواهر آناهید بادالیان می‌باشد 